# Botulisaccus pisceus
Botulisaccus pisceus är en plattmaskart. Botulisaccus pisceus ingår i släktet Botulisaccus och familjen Botulisaccidae. Inga underarter finns listade i Catalogue of Life.